# 未定
| ウィキペディアには「未定」という見出しの百科事典記事はありません（タイトルに「未定」を含むページの一覧/「未定」で始まるページの一覧）。 代わりにウィクショナリーのページ「未定」が役に立つかもしれません。 |